# Mowtowr-e Balūchhā
Mowtowr-e Balūchhā (persiska: موتور بلوچ ها) är en ort i Iran.   Den ligger i provinsen Kerman, i den sydöstra delen av landet, 1 000 km sydost om huvudstaden Teheran. Mowtowr-e Balūchhā ligger 1 085 meter över havet och antalet invånare är 118.
Terrängen runt Mowtowr-e Balūchhā är varierad, och sluttar söderut.Runt Mowtowr-e Balūchhā är det glesbefolkat, med 12 invånare per kvadratkilometer. Det finns inga andra samhällen i närheten. Trakten runt Mowtowr-e Balūchhā är ofruktbar med lite eller ingen växtlighet.